# 毛無山 (鳥取県・岡山県)
毛無山（けなしがせん、けなしやま）は、鳥取県と岡山県にまたがる標高1218メートルの山。大山隠岐国立公園の一部を成す。山と溪谷社による中国百名山のひとつに挙げられているほか、山頂付近のカタクリ群落が環境省によるかおり風景100選（毛無山ブナとカタクリの花）に選出されている。
山頂付近には三等三角点「田浪」（標高1218.51メートル）が設置されている。

## 地理
石英安山岩から成る残丘である。中国山地を形成する山であり、北東側の稜線を辿ると、金ヶ谷山、三平山、象山を経て伯耆大山に至る。南には二子山、大倉山を経て道後山に至る。二子山との間の鞍部には四十曲峠があり、国道181号が鳥取県日野町と岡山県新庄村を結んでいる。西方へも稜線が延びており、宝仏山、古峠山と続いている。
閃緑岩類が散在する北側斜面は急峻で、山麓には日野川の支流俣野川があり、中国電力管内では最大級の俣野川ダムによる猿飛湖が造られている。また、山頂から500メートル西側には、鳥取県日野町との町境がある。西斜面では黒色千枚岩がみられるが、これは古生代のものである。
岡山県側の南東山麓は、標高800メートルから1000メートルの平坦地になっており、一級水系旭川の支流の一つ新庄川の源流がある。

## 地誌
禿山のように見える遠景から毛無山の名称があるが、実際には山頭には低木が繁っている。かつては修験道の霊地にもなっており、不動明王の石像が置かれている。
毛無山と、東隣の白馬山山頂をむすぶ稜線沿いにはカタクリの群生地があり、鳥取県側からの登山ルートでは「カタクリ広場」と呼称している。この群落周辺での晩春のカタクリやブナの新緑は、環境省の「かおり風景100選」に「毛無山ブナとカタクリの花」として選出されている。また、林野庁による水源の森百選では「毛無山ブナ林」として選出されている。これらの山林、かつてはたたら製鉄が行われていたが、後に二次林が形成されたもので、近年は岡山県による公有化が進んでいる。

## 登山ルート
岡山県・鳥取県の両側から登山道が整備されている。
岡山県側では、村営の宿泊施設「毛無山山の家」がおかれ、ここから約90分で山頂に至るルートは初心者向きとされている。
鳥取県側からは、県道113号から林道宝仏山線を経由して登山口へ至る。
登山口からは、約50分で四合目の「ウド山」山頂に設けられた展望台に至る。さらに峰伝いに8合目の「カタクリ広場」まで登ると、毛無山と白馬山（注白馬）への分岐がある。そこから10分ほどで毛無山山頂（1218メートル）に至る。
山頂からは大山、蒜山、弓ヶ浜半島、さらには隠岐島を一望することができる。